# Lista över svenska härader
Följande är en lista över samtliga historiska härader i Sverige fördelade på nutida länstillhörighet. Eftersom häradsgränserna inte alltid följde de nutida gränserna förekommer vissa härader på flera olika län. 

## Stockholms län
| - Bro härad - Bro och Vätö skeppslag - Danderyds skeppslag - Frötuna och Länna skeppslag - Frösåkers härad - Färentuna härad - Håbo härad - Lyhundra härad - Långhundra härad - Närdinghundra härad - Seminghundra härad | - Sjuhundra härad - Sollentuna härad - Sotholms härad - Svartlösa härad - Vallentuna härad - Väddö och Häverö skeppslag - Värmdö skeppslag - Åkers skeppslag - Ärlinghundra härad - Öknebo härad |

## Uppsala län
| - Bro härad - Bälinge härad - Frösåkers härad - Hagunda härad - Håbo härad - Lagunda härad - Långhundra härad - Norunda härad - Närdinghundra härad - Olands härad | - Rasbo härad - Simtuna härad - Torstuna härad - Trögds härad - Ulleråkers härad - Vaksala härad - Våla härad - Åsunda härad - Örbyhus härad |

## Södermanlands län
| - Daga härad - Hölebo härad - Jönåkers härad - Oppunda härad - Rönö härad | - Selebo härad - Villåttinge härad - Västerrekarne härad - Åkers härad - Österrekarne härad |

## Östergötlands län
| - Aska härad - Bankekinds härad - Björkekinds härad - Bobergs härad - Bråbo härad - Dals härad - Finspånga läns härad - Gullbergs härad - Göstrings härad - Hammarkinds härad - Hanekinds härad | - Kinda härad - Lysings härad - Lösings härad - Memmings härad - Skärkinds härad - Valkebo härad - Vifolka härad - Ydre härad - Åkerbo härad - Östkinds härad |

## Jönköpings län
| - Mo härad - Norra Vedbo härad - Södra Vedbo härad - Tveta härad - Vartofta härad | - Vista härad - Västbo härad - Västra härad - Östbo härad - Östra härad |

## Kronobergs län
| - Allbo härad - Kinnevalds härad - Konga härad | - Norrvidinge härad - Sunnerbo härad - Uppvidinge härad |

## Kalmar län
| - Algutsrums härad - Aspelands härad - Gräsgårds härad - Handbörds härad - Konga härad - Möckleby härad - Norra Möre härad - Norra Tjusts härad | - Runstens härad - Sevede härad - Slättbo härad - Stranda härad - Södra Möre härad - Södra Tjusts härad - Tunaläns härad - Åkerbo härad |

## Gotlands län
- Gotlands norra härad
- Gotlands södra härad

## Blekinge län

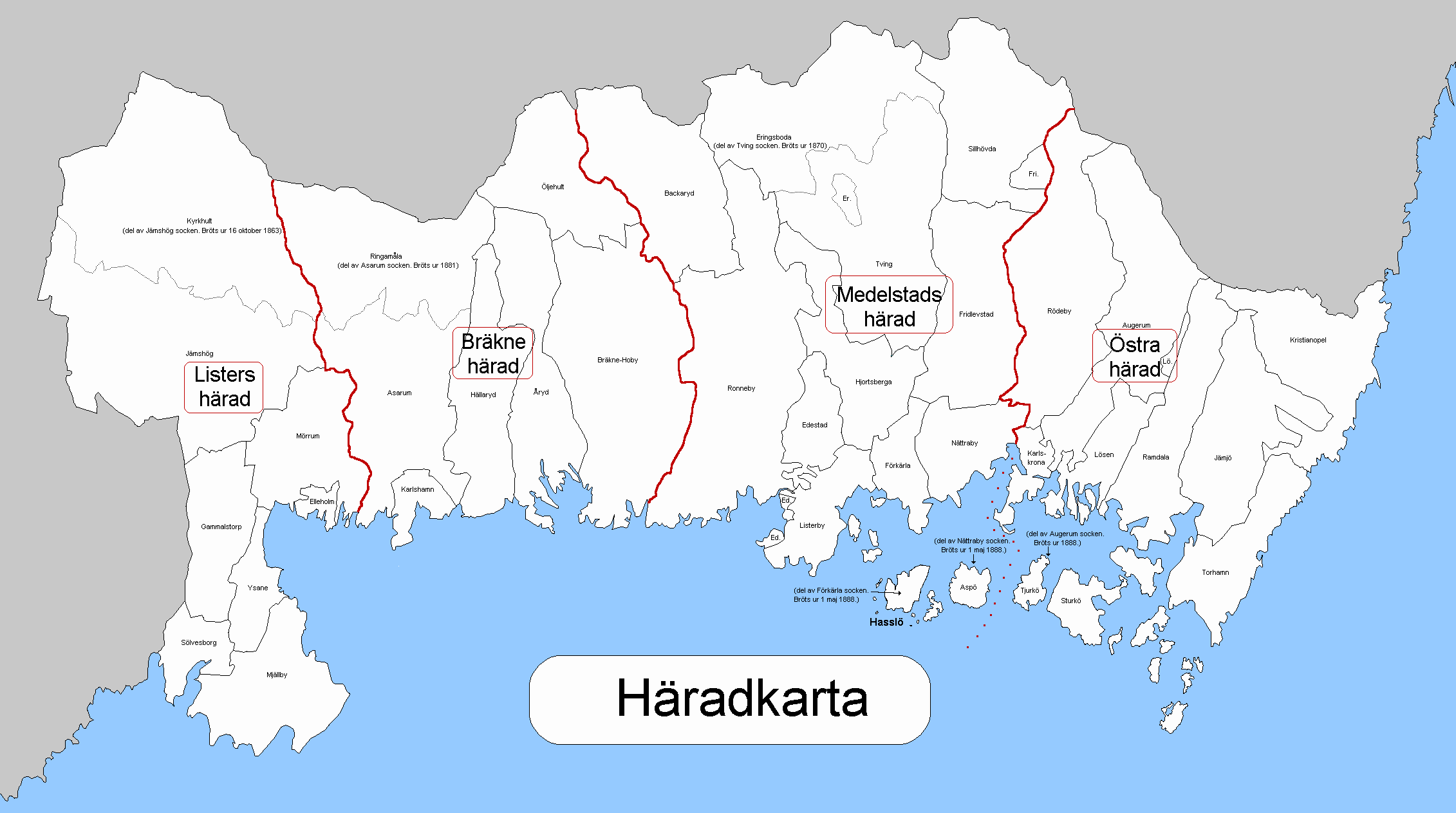
Härader, med dess socknar, i Blekinge, från år 1863. Delningar av socknar efter årtalet finns inritat och beskrivet.

| - Bräkne härad - Listers härad | - Medelstads härad - Östra härad |

## Skåne län

Socknarna i Skåne med härads- och länsgränser cirka 1870.

Häradsindelningen i Skånelandskapen som den såg ut under medeltiden.

### Kristianstad län
| - Albo härad - Bjäre härad - Gärds härad - Ingelstads härad - Järrestads härad | - Norra Åsbo härad - Södra Åsbo härad - Villands härad - Västra Göinge härad - Östra Göinge härad |

### Malmöhus län
| - Bara härad - Färs härad - Frosta härad - Harjagers härad - Herrestads härad - Ljunits härad - Luggude härad | - Onsjö härad - Oxie härad - Rönnebergs härad - Skytts härad - Torna härad - Vemmenhögs härad |

## Hallands län
| - Faurås härad - Fjäre härad - Halmstads härad - Himle härad | - Höks härad - Tönnersjö härad - Viske härad - Årstads härad |

## Västra Götalands län
| - Ale härad - Askims härad - Barne härad - Bjärke härad - Bollebygds härad - Bullarens härad - Flundre härad - Fräkne härad, se Inlands Fräkne härad - Frökinds härad - Gudhems härad - Gäsene härad - Hisings östra härad, se Östra Hisings härad - Hisings västra härad, se Västra Hisings härad - Inlands Fräkne härad - Inlands Torpe härad - Inlands Nordre härad - Inlands Södre härad - Kinds härad - Kinne härad - Kinnefjärdings härad - Kullings härad - Kville härad - Kåkinds härad - Kållands härad - Lane härad - Laske härad - Marks härad - Nordals härad - Nordre härad, se Inlands Nordre härad - Norska Hisingen, se Västra Hisings härad - Orusts västra härad - Orusts östra härad | - Redvägs härad - Skånings härad - Sotenäs härad - Stångenäs härad - Sundals härad - Svenska Hisingen, se Östra Hisings härad - Sävedals härad - Södre härad, se Inlands Södre härad - Sörbygdens härad - Tanums härad - Tjörns härad - Torpe härad, se Inlands Torpe härad - Tunge härad - Tössbo härad - Vadsbo härad - Valbo härad - Valle härad - Vartofta härad - Vedbo härad - Vedens härad - Vette härad - Vilske härad - Viste härad - Väne härad - Västra Hisings härad - Västra Orust härad, se Orusts västra härad - Vättle härad - Ås härad - Åse härad - Östra Hisings härad - Östra Orust härad, se Orusts östra härad |

## Värmlands län
- Fryksdals härad
- Färnebo härad
- Gillbergs härad
- Grums härad
- Jösse härad
- Karlstads härad
- Kils härad
- Nordmarks härad
- Nyeds härad
- Näs härad
- Visnums härad

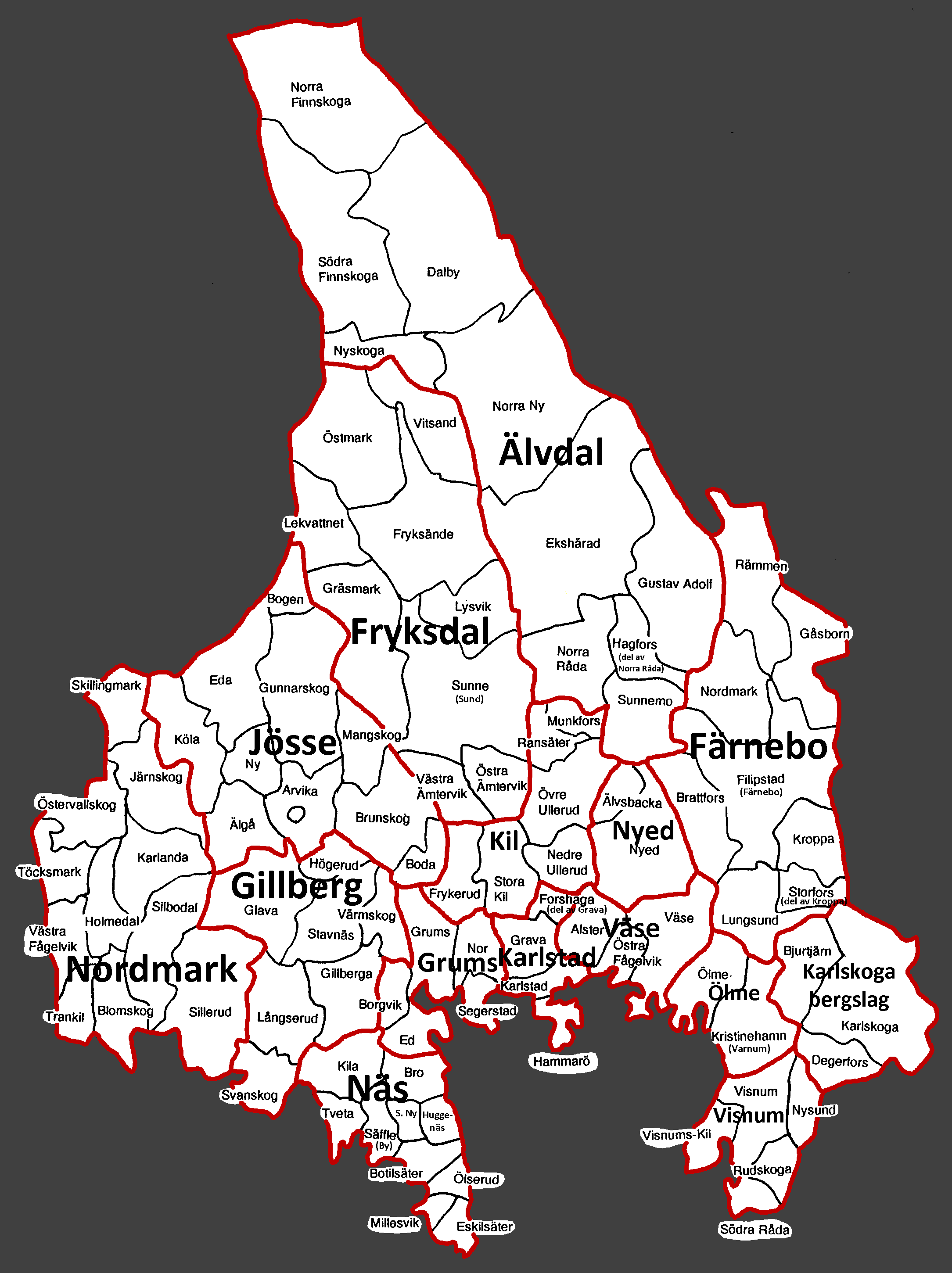

- Värmlandsbergs härad, se Färnebo härad
- Väse härad
- Älvdals härad
- Ölme härad

## Örebro län
| - Askers härad - Edsbergs härad - Fellingsbro härad - Glanshammars härad - Grimstens härad - Grythytte och Hällefors bergslag - Hardemo härad - Karlskoga bergslags härad | - Kumla härad - Lindes och Ramsbergs bergslag - Nora och Hjulsjö bergslag - Nya Kopparbergs bergslag - Sköllersta härad - Sundbo härad - Örebro härad |

## Västmanlands län
| - Gamla Norbergs bergslag - Norrbo härad - Siende härad - Simtuna härad - Skinnskattebergs bergslag - Snevringe härad - Torstuna härad | - Tuhundra härad - Vagnsbro härad - Våla härad - Yttertjurbo härad - Åkerbo härad - Övertjurbo härad |

## Dalarnas län
| - Folkare härad |